# Meister der Fürstenbildnisse

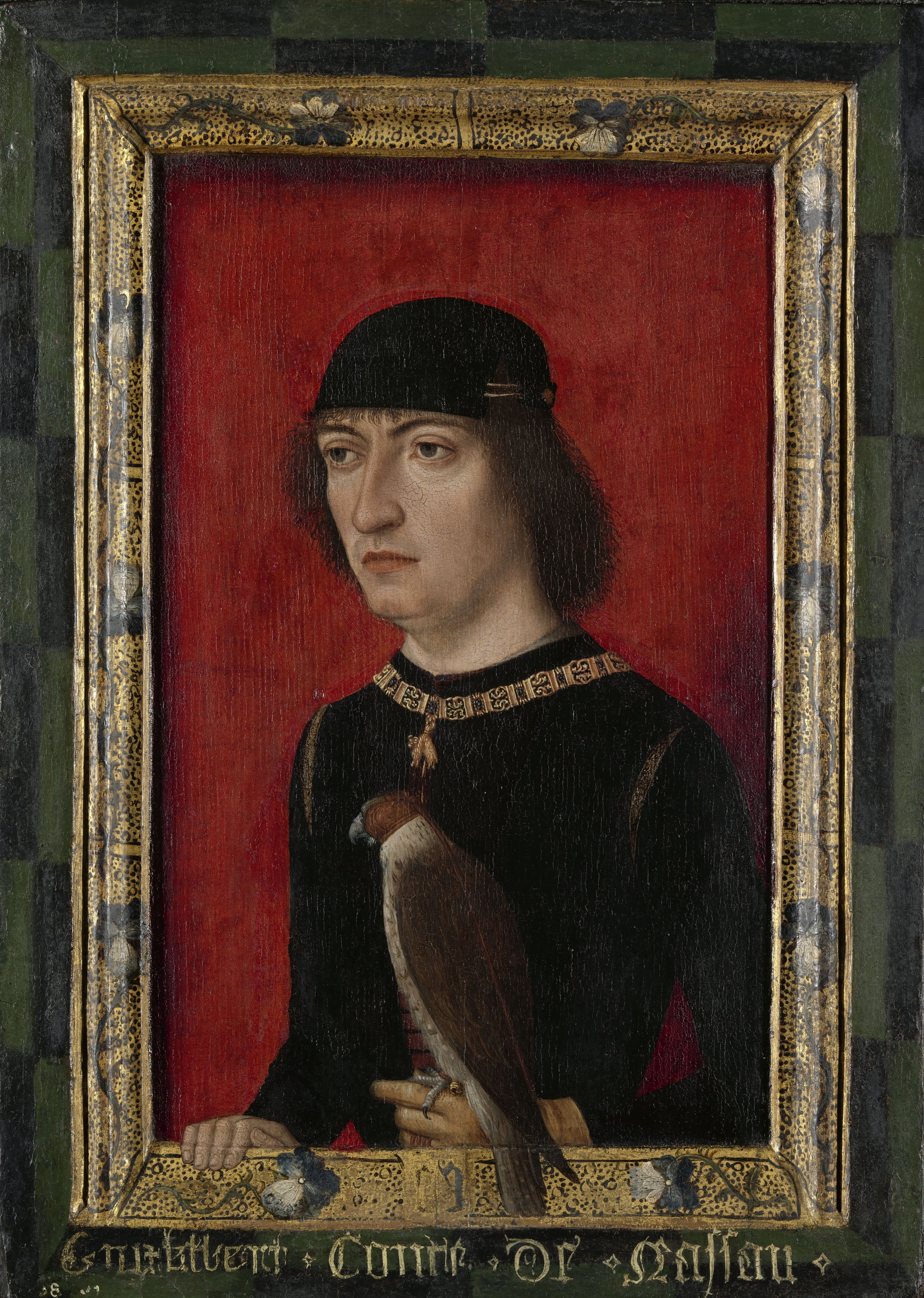
Engelbert II., Graf von Nassau, um 1500. Amsterdam, Rijksmuseum

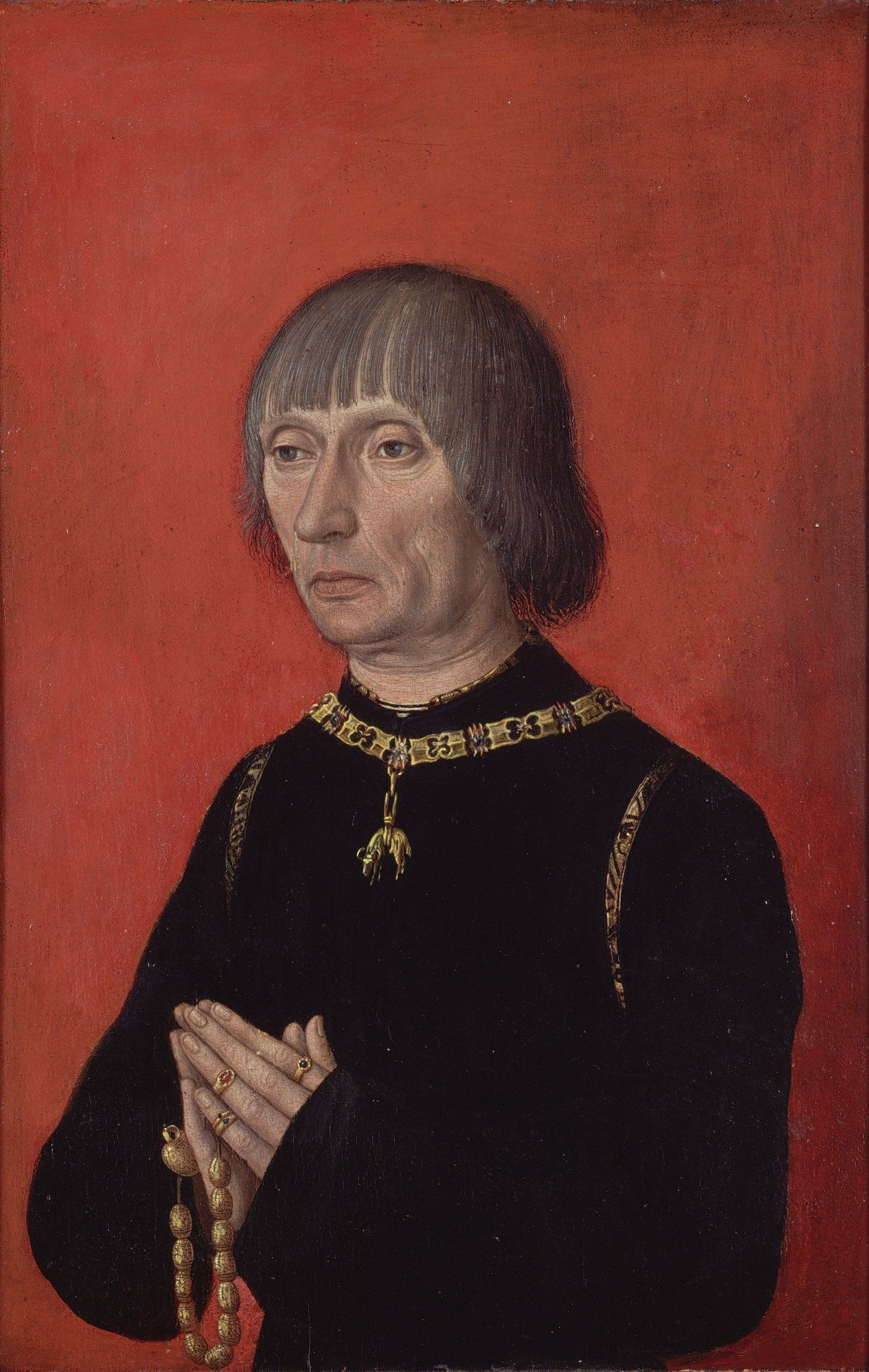
Ludwig von Brügge, um 1500. Groeninge Museum, Brügge

Als Meister der Fürstenbildnisse wird ein flandrischer Maler bezeichnet, der um 1490 oder vielleicht auch etwas früher in Brüssel oder Umgebung tätig war. Der namentlich nicht bekannte altniederländische Künstler erhielt seinen Notnamen ausgehend von dem von ihm geschaffenen Porträt des Engelbert II., Graf von  Nassau. Dem Meister wurden verschiedene weitere Porträts hochgestellter Personen zugeschrieben, wenn auch manche Zuordnung in der Kunstgeschichte umstritten ist.

## Werke (Auswahl)
- Engelbert II, Graf von Nassau, Herr von Breda. (Amsterdam, Rijksmuseum SK-A-3140)

Weiter werden dem Meister der Fürstenbildnisse z. B. die folgenden Porträts zugeschrieben:
- Ludwig von Brügge. (Groeninge Museum, Brügge)
- Adolf von Cleve und von der Mark, Herr zu Ravenstein und Wynnendael. (Staatliche Museen zu Berlin)

Des Weiteren wird dem Meister das Bild Die Wunder Christi (National Gallery of Victoria, Melbourne) zugeschrieben.

## Identifizierung
Es wurde versucht, den Meister der Fürstenbildnisse mit dem Meister der Magdalenen-Legende gleichzusetzen, dies konnte sich jedoch nicht durchsetzen. Auch Vorschläge, den Meister mit anderen Künstlern gleichzusetzen, deren Namen bekannt sind wie z. B. einem der zwischen 1493 und 1522 nachweisbaren Brüder Jacob oder Lieven van Laethem, sind umstritten.